# Паджо
Па́джо (індонез. Pajo) — один з 8 районів округу Домпу провінції Західна Південно-Східна Нуса у складі Індонезії. Розташований у центрально-східній частині. Адміністративний центр — село Рангго.
Населення — 12814 осіб (2012; 12545 в 2010).

## Адміністративний поділ
До складу району входять 5 сіл:
| Населений пункт | Населення, осіб (2010) |
| --------------- | ---------------------- |
| Джамбу, село    | 1650                   |
| Лепаді, село    | 2360                   |
| Луне, село      | 1759                   |
| Рангго, село    | 5952                   |
| Упт-Воко, село  | 824                    |